# Café Barbieri

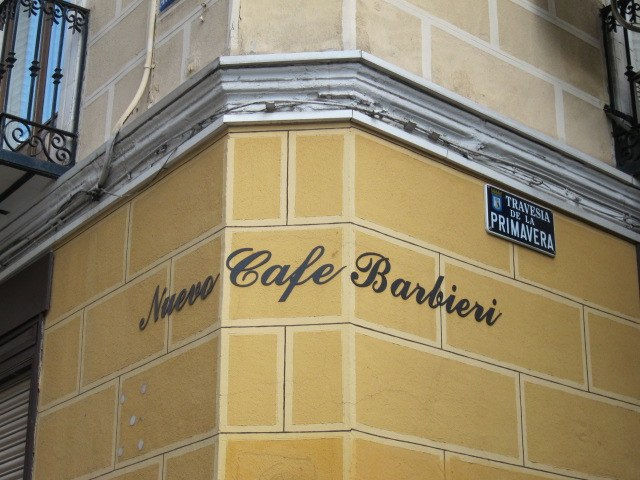
El Nuevo Café Barbieri en el esquinazo con la calle de la Primavera.

El Café Barbieri (actualmente Nuevo café Barbieri) es un antiguo café de Madrid situado junto a la plaza de Lavapiés, en la calle Ave María. Fue inaugurado en 1902, por Ángel Orejas, leonés de Arintero y su primer dueño. Todo parece indicar que el nombre le vino del vecino Teatro Barbieri, inaugurado el 30 de diciembre de 1880 como teatro Madrid. En 1894, a la muerte del músico madrileño, el teatro Madrid cambió de nombre en honor de Francisco Asenjo Barbieri.
En su origen también se ofrecían comidas a domicilio: huevos, café, paellas, vino. Se hizo popular por las concurridas partidas del juego de cartas denominado Gilé (‘café de gileistas’).  

## En el cine y la literatura
El Barbieri sirvió de escenario central en la película El Sur, rodada en 1983 y dirigida por Víctor Erice. En el filme figura como Café Oriental, aunque le delatan los planos en los que aparece el aguafuerte de uno de sus espejos centrales con una representación de la musa de la poesía. En él se han rodado también escenas de otras muchas películas españolas, entre ellas Pim, pam, pum... ¡fuego! (Pedro Olea, 1975), Tiempo de silencio (Vicente Aranda, 1986), Juego de luna (Mónica Laguna, 2001), Incautos (Miguel Bardem, 2004), Despido procedente (Lucas Figueroa, 2017) y el cortometraje Gladiadores (Helher Escribano, 2020). También aparece en la novela de Mario Vargas Llosa titulada Travesuras de la niña mala.